# تانگونا
تانگونا شهری در شهرستان بالاوه در استان بانوا در بورکینافاسوی غربی است و جمعیت آن ۹۷۷ نفر است.